# Elecciones parlamentarias de Ucrania de 2012
Las elecciones parlamentarias se celebraron en Ucrania el 28 de octubre de 2012. Por diversas razones, incluida la "imposibilidad de anunciar los resultados electorales", desde entonces se han celebrado varias elecciones parciales. Por lo tanto, varios distritos electorales han quedado sin representación en distintos momentos. 
A diferencia de las dos elecciones anteriores, esta elección utilizó un sistema de votación paralelo, con la mitad de los escaños (225) elegidos por representación proporcional de listas de partidos utilizando un umbral electoral del 5% y la otra mitad (225) por votación  en distritos electorales uninominales  con las alianzas y bloques ya no permitidos. El sistema de votación paralela se utilizó anteriormente en 1998 y 2002.
La campaña electoral se limitó a 90 días. Cada ciudadano de Ucrania de 18 años o más pudo votar en 33.540 colegios electorales en Ucrania y 116 colegios electorales extranjeros en 77 países.
El Partido de las Regiones obtuvo el mayor número de escaños, mientras que Patria (con varios partidos juntos como partido "paraguas") quedó en segundo lugar. Las elecciones también se caracterizaron por el ascenso del partido de extrema derecha Svoboda, que quedó en cuarto lugar. El nuevo partido Alianza Democrática Ucraniana para la Reforma (UDAR) (en el panorama nacional) también obtuvo un gran éxito con su tercer puesto en las elecciones. El Partido Comunista de Ucrania, de extrema izquierda, casi triplicó su número de votantes, pero debido al sistema electoral mixto utilizado en las elecciones, sólo obtuvo cinco escaños más que en las elecciones anteriores, con el mismo numero de escaños totales. Gracias a este sistema mixto, tres partidos pequeños y 43 políticos independientes también llegaron al parlamento.
El nuevo parlamento fue nombrado e inició sus funciones el 12 de diciembre de 2012, seis semanas después de las elecciones. Esta fue la última elección nacional ucraniana en la que participó Crimea antes de la anexión de Crimea por parte de la Federación Rusa en 2014.

## Antecedentes

### Crisis políticas y elecciones anticipadas canceladas de 2008
El 8 de octubre de 2008, el presidente ucraniano, Viktor Yushchenko, intentó disolver la Rada Suprmea, el parlamento nacional y convocó elecciones parlamentarias anticipadas en Ucrania por segunda vez en tres años para el 7 de diciembre de 2008.     El derecho del presidente a destituir al parlamento fue impugnado ante el Tribunal Constitucional de Ucrania. Desde entonces, el decreto del Presidente ha caducado porque nunca se puso en práctica  (la coalición que apoyaba al segundo Gobierno de Tymoshenko fue ampliada) y las apelaciones ante el Tribunal Constitucional de Ucrania fueron retiradas. Sin embargo, los políticos ucranianos predijeron elecciones anticipadas durante las elecciones presidenciales de 2010 y después de la destitución del segundo gobierno de Tymoshenko. Uno de los argumentos en contra de la celebración de elecciones anticipadas fueron los costos. Se estimó (en octubre de 2008) que las elecciones anticipadas costarían aproximadamente 417 millones de libras esterlinas  (unos 60 millones de euros o 80 millones de dólares estadounidenses ). 

#### Se fija la fecha de las elecciones de 2012
El 1 de febrero de 2011, la Verjovna Rada fijó la fecha de las elecciones para el 28 de octubre de 2012.   Varios diputados cuyos votos se registraron ese día han declarado que no podrían haber participado en la votación porque no estaban en Kiev (donde se encuentra el edificio Verkhovna Rada ) el 1 de febrero de 2011.   La ley prohíbe que los diputados voten en lugar de los diputados ausentes de la Verjovna Rada.  El 27 de julio de 2012, la Comisión Electoral Central de Ucrania anunció que la campaña para las elecciones comenzaría el 30 de julio 

#### Cambios en el sistema de votación
En junio de 2011, la Comisión de Venecia revisó un proyecto de ley sobre la elección de miembros del parlamento ucraniano.  La propuesta pretendía restablecer un sistema de votación paralelo –utilizado en las elecciones de 1998 y 2002  – con el establecimiento de 225 distritos uninominales locales elegidos (en una vuelta)  por mayoría simple. sistema post electoral (gana el candidato con el total de votos más alto); y los 225 escaños parlamentarios restantes se eligen a nivel nacional mediante un sistema proporcional de listas de partidos  con un umbral de apoyo del 5%; y excluir a los bloques políticos de todas las elecciones.  La opción "Votar contra todos" también desapareció en la propuesta   (según una encuesta de opinión de noviembre de 2012 realizada por Research & Branding Group (de lo contrario) el 17% de los votantes habría votado "contra todos" durante la elecciones).  La oposición y los analistas ucranianos acusaron al Partido de las Regiones de "reescribir la ley para que el presidente pudiera conseguir una mayoría en la próxima Verjovna Rada".   En octubre de 2011, la Comisión de Venecia recomendó que Ucrania no debería volver a un sistema electoral mixto.  Sin embargo, el 17 de noviembre de 2011, el Parlamento ucraniano aprobó una ley electoral casi idéntica al proyecto de ley propuesto en junio de 2011.   Esta nueva ley satisfizo a los principales partidos de oposición Batkivschyna y Frente para el Cambio ; pero fue condenado por el partido central de Nuestra Ucrania-Bloque de Autodefensa del Pueblo, Nuestra Ucrania .    Los candidatos podrían ser elegidos mediante listas partidistas o mediante autonominación.  El 8 de diciembre de 2011, el presidente Viktor Yanukovich firmó la nueva ley electoral.  Desde entonces, varios partidos se fusionaron con otros partidos.   
La posibilidad de ser nominado simultáneamente en una lista de partido nacional y en una circunscripción de mandato único también fue declarada inconstitucional por el Tribunal Constitucional de Ucrania el 10 de abril de 2012. 
Los votantes podrían cambiar temporalmente su lugar de votación sin cambiar su dirección de votación permanente. 